# Найлз, Джон Джейкоб
Джон Джейкоб Найлз (англ. John Jacob Niles; 28 апреля 1892, Луисвилл, штат Кентукки — 1 марта 1980, Лексингтон, штат Кентукки) — американский автор-исполнитель, собиратель фольклора, композитор сольных и хоровых песен.

## Биография
Джон Джейкоб Найлз родился в музыкальной семье. Его дед был композитором, органистом, и изготовителем виолончелей; его мать, Лула Сара Найлз (Lula Sarah Niles), учила его теории музыки.
Найлз увлекся народными песнями и балладами, когда работал землемером в Аппалачсхих горах, а после того, как отслужил в армии во время Первой мировой войны, получил музыкальное образование в консерваториях в Цинциннати (Огайо), в Лионе во Франции, и в певческой школе в Париже. В 1921 в Нью-Йорке, Найлз стал церемонимейстером в ночном клубе «Силвер Слиппер» (Silver Slipper), а после подружился с Марионом Керби, с которым много выступал, гастролируя по штатам и Европе как исполнитель народных песен.
Найлз делал своими руками лютни и аппалачиийские цитры и специализировался на песнях района Гор Аппалачи. Его коллекция баллад включала его собственный материал (среди которых известная песня «I Wonder As I Wander») и аранжированные песни, а также баллады, записанные им непосредственно из устных источников.
Последней работой Найлза стал цикл песен «Найлз-Мертон» (1972), на стихи поэта и монаха трапписта Томаса Мертона (Thomas Merton).
Был женат на Рене Липец (1913—1996), дочери инженера-изобретателя А. И. Липеца.